# 3 de 8

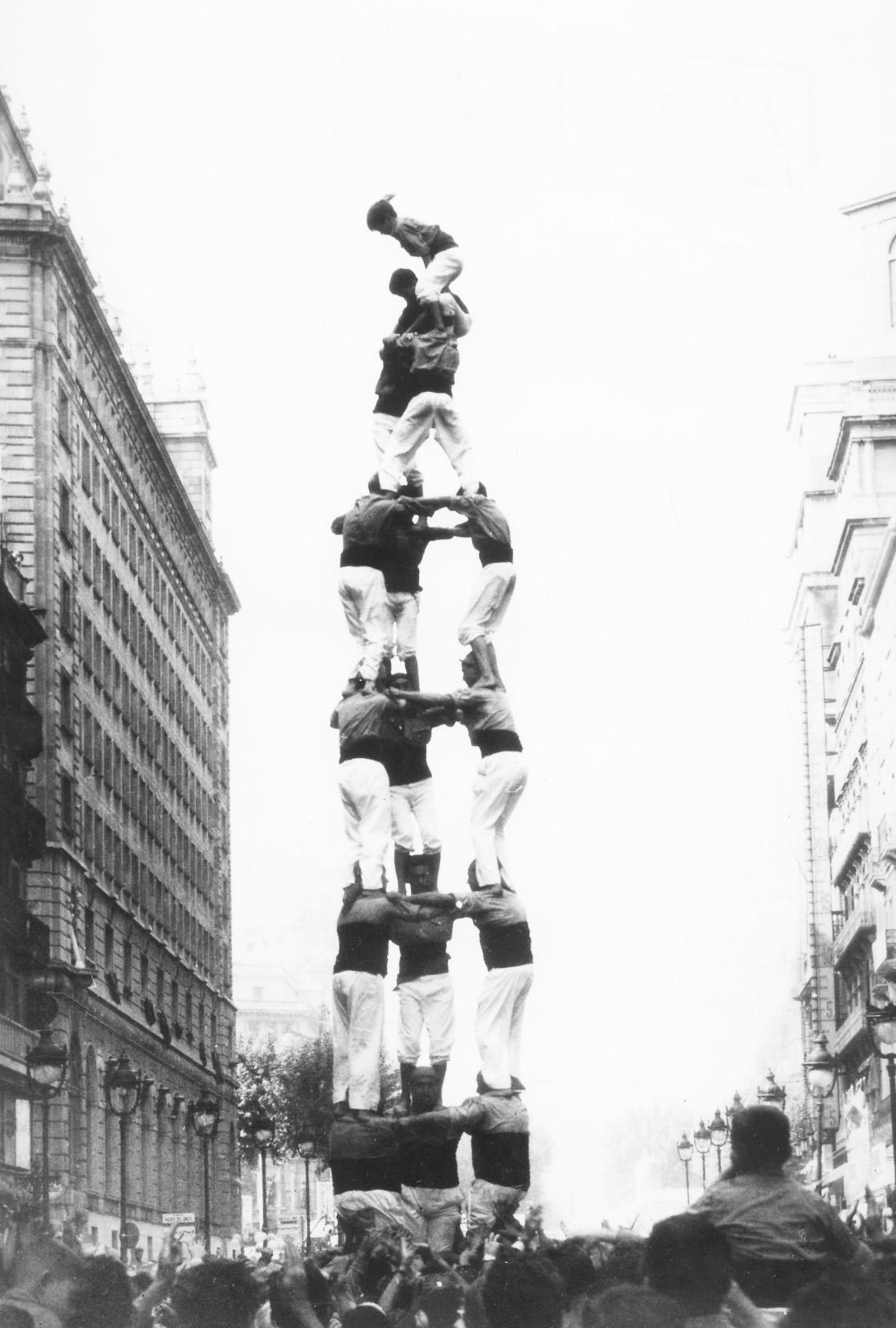
3 de 8 carregat per la Colla Vella dels Xiquets de Valls al III Gran Trofeu Jorba-Preciados a Barcelona el 1966. Des de la diada de Santa Úrsula de 1957 que no s'assolia el castell

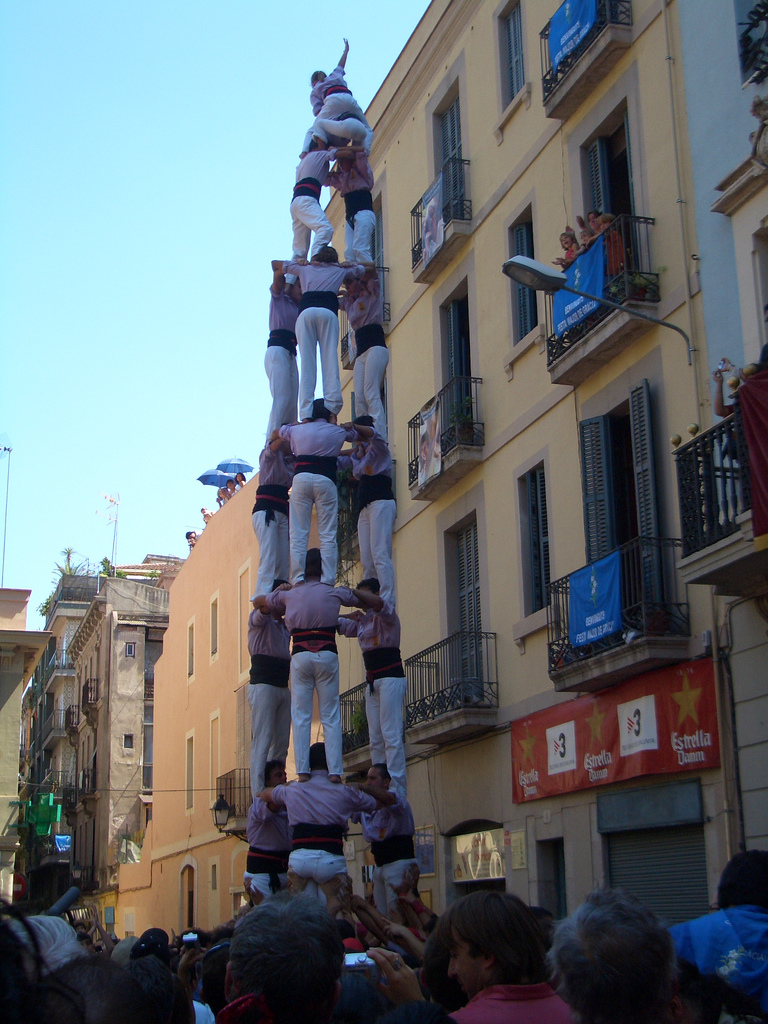
3 de 8 dels Minyons de Terrassa durant la Festa Major de Gràcia del 2006

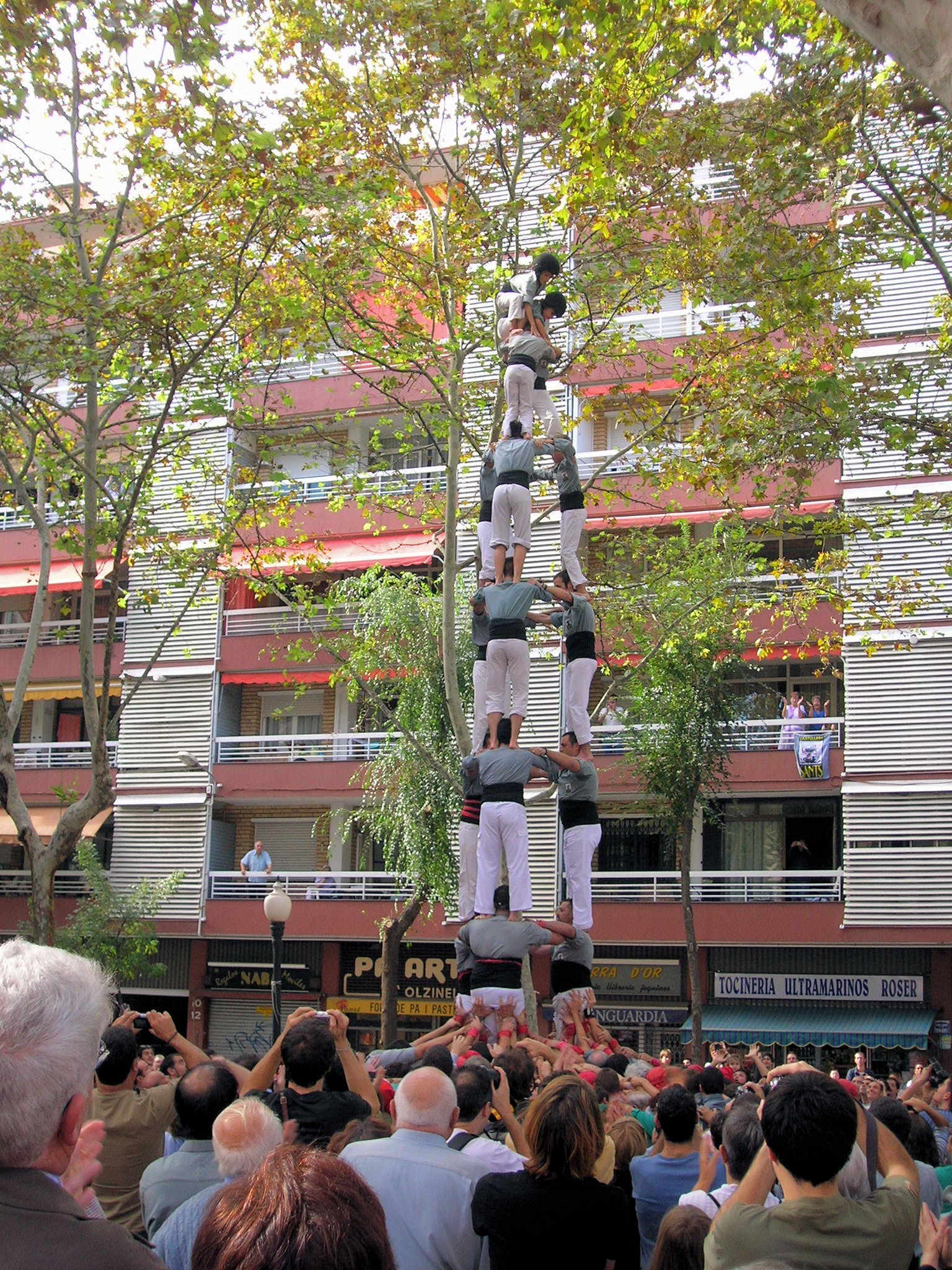
3 de 8 dels Castellers de Sants el 2006

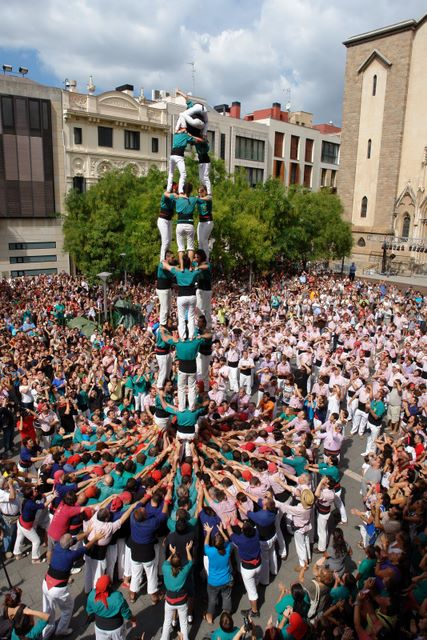
3 de 8 dels Castellers de Sabadell fet en la Festa Major de Sabadell del 2011

El 3 de 8 és un castell de 8 pisos d'alçada i 3 persones per pis en el seu tronc, excepte els tres pisos superiors que són formats, com en la majoria de castells, per una parella de dosos, un aixecador i un enxaneta. També se'l coneix com el ''pare dels castells''; doncs és la base de les múltiples estructures castelleres (d'ell depenen fins i tot castells significatius com el 5 de 8 o el 3 de 9 amb folre), i es considera que quan una colla l'assoleix ja mereix ser respectada com una colla notable.
El funcionament del pom de dalt sobre el castell és el que defineix cada respectiu pilar, sent la canalla el punt que marca les referències principals del tres: Cadascun dels pilars es distingeix amb el nom de rengla, dreta/plena i esquerra/buida, denominacions que varien segons l'àrea geogràfica on ens trobem. Un dels dosos (l'anomenat dos dret) es col·loca plenament sobre les espatlles del quint del pilar conegut com a rengla, mentre que l'altre dos (anomenat dos obert) es col·loca de cames obertes amb cada peu sobre una de les espatlles dels altres quints. L'aixecador puja per la rengla esquerra/buida, mentre que l'enxaneta i el dos obert s'enfilen per la dreta/plena. Aquest fet explica per què els pilars de la dreta i l'esquerra també reben el nom de plena i buida. Finalment, l'enxaneta sempre baixa per la rengla.
Actualment el 3 de 8 és la màxima estructura de tres (quant a alçada) que s'ha descarregat mai sense ajuda de folre i/o manilles. La Colla Vella dels Xiquets de Valls i la Colla Joves dels Xiquets de Valls van aconseguir coronar el 3 de 9 sense folre per la Diada de Santa Úrsula de 2019; mentre que els Castellers de Vilafranca, tot i haver-lo intentat, no han aconseguit ni carregar-lo.

## Història.

### 1814-1889: La base troncal del Món Casteller.
El 3 de 8 fou quasi amb seguretat total el primer castell de vuit pisos de la Història, havent-hi proves d'una primera realització emprenedora per primer cop amb data del 3 d'abril de 1814, descarregant-lo llavors la Colla dels Menestrals a una diada duta a terme al Pati del Castell de Valls. A partir d'aquest moment, l'estructura es va començar a realitzar amb relativa regularitat per part de les colles vallenques, i ja des de la dècada de 1830-1840 cada cop aniria freqüentant més les plaçes del període.
Arribats a la Primera Edat d'Or dels Castells, inaugurada amb l'anomenat Trienni Meravellòs que detallà l'historiador torrenc Lluís Solsona, el 3 de 8 es convertí en la base troncal dels castells de vuit pisos del moment. En aquell moment era considerat tècnicament més fàcil que el 4 de 8 i més assolible per la menor quantitat de castellers de tronc que requereix, unes idees que canviarien radicalment fins a capgirar-se amb el pas del temps.
Amb la Decadència Castellera (1890-1980) la construcció es va acabar perdent durant l'última dècada de centúria, no podent datar-se amb precisió quin fou el darrer. Haurien de passar vàries dècades fins que tornés a ser realitzat amb èxit, i els castells de la gamma de vuit pisos durant uns anys només es van poder mantindre gràcies al 4 de 8.

### 1890-1968: Un colòs puntual i resistent.
Tot i ser provat consecutivament per les colles del període de manera puntual, a principis de segle xx el 3 de 8 resultava ser un castell totalment inassolible. El primer que es faria al segle xx hauria de ser sols coronat, tot després de l'acceptació dels castells carregats a partir dels anys 30 per una iniciativa normativa empresa des del I Concurs de Castells de Tarragona (1932). L'objectiu era intentar fomentar noves proves castelleres i més potents, redirigint el baix nivell casteller del moment. Respecte al 3 de 8, el resultat d'aquesta estratègia fou un èxit; en total es van veure quatre proves conegudes de 3 de 8 entre 1932 i 1935 gràcies a l'impuls encapçalat per les colles vallenques, i el castell finalment es va recuperar esporàdicament mitjançant la seva carregada per primera vegada al segle durant el setembre de l'any 1934 a Torredembarra, per part de la Colla Nova dels Xiquets de Valls, que un any després el carregaren de nou a la mateixa localitat. e 
No obstant, aquestes dues fites fetes per la Diada de Santa Rosalia de Torredembarra per part de la Nova van resultar ser un breu miratge, car varen ser els dos únics 3 de 8 fets exitosament en tota la primera meitat de segle: Amb la Guerra Civil espanyola entre 1936-1939 es tallà de socarrel tot progrès casteller i, tanmateix, es pedrien els significatius avenços realitzats amb aquesta estructura. Solament es provà en vuit ocasions després de la guerra i fins a arribar a 1950, només per part de la Muixerra de Valls i els Nens del Vendrell, acabant tals proves tan sols en mers intents. En canvi, de 4 de 8 se'n van arribar a fer setanta-tres coneguts durant la primera meitat de segle, des de la seva recuperació el 1932 a 1950 (45d + 27c); unes dades que exposen a la perfecció la major dificultat que posseeix el tres.
No es tornà a veure cap 3 de 8 completat fins que els Nens del Vendrell el van aconseguir descarregar per primera vegada al segle xx, a la diada del 15 d'octubre de 1951 a la plaça Vella del Vendrell. Pocs dies després el carregava la Muixerra dues vegades (a la prèvia de Santa Úrsula i a la Diada de Santa Úrsula), i la Colla Vella dels Xiquets de Valls el va carregar a l'any següent. Però encara que amb aquella cadena d'èxits es donava per fet que es domaria definitivament el 3 de 8, la cosa no anà així, sent aquella descarregada del 1951 un simple episodi esporàdic: Ni els vendrellencs ni les colles vallenques l'arribaren a poder descarregar durant els següents anys, i així dins les dècades de 1950 i 1960 l'estructura es mantingué com una de les màximes cimes del Món Casteller. Entre 1951 i 1968, a part de la descarregada puntual del 15-X-1951, el 3 de 8 fou provat en trenta-vuit ocasions més sense tornar a descarregar-se (12c + 25i + 1id).

### 1969-1979: La normalització a comptagotes.
El retorn del castell ja descarregat es va poder veure l'any 1969 novament al Vendrell per la Diada de Santa Teresa, una altra vegada per part de la colla vendrellenca. A la setmana següent, per Santa Úrsula, era també descarregat per la Colla Vella dels Xiquets de Valls per primera vegada al segle xx. Amb aquests èxits consecutius a finals dels anys seixanta, s'aconseguí que el 3 de 8 fos un castell que s'anés regularitzant a les places, a més de descarregar-se ja amb certa freqüència (encara que seguia sent un castell límit).
De mica en mica altres colles se l'anirien apuntant als seus registres: Els Castellers de Vilafranca el van carregar per primer cop l'1 d'octubre de 1972 al VII Concurs de castells de Tarragona, i el descarregaren el 30 d'agost de 1974 per la Diada de Sant Fèlix. La Colla Joves Xiquets de Valls finalment el descarregaria per primera vegada al segle xx durant la Santa Úrsula del 1976, quaranta-un anys després d'haver-lo carregat amb el nom de la Colla Nova dels Xiquets de Valls.
Entre 1969 i 1979 el 3 de 8 s'havia vist en setanta-vuit ocasions a plaça (17d + 16c + 41i + 4id), tornant a presentar per fi una regularitat bastant constant per primer cop des del segle anterior. No obstant, la seva taxa de caigudes (C+I) seguia sent molt elevada, del 73'1%, per la qual cosa la construcció encara no restava dominada per part de les colles del moment, tot i els esforços que hi invertiren.

### 1980-Act.: La dominació definitiva del tres.
Però ja amb l'entrada als anys vuitanta el 3 de 8 seria finalment dominat quasi del tot, amb una taxa de caigudes que anà baixant; de les trescentes vint-i-tres proves de 3 de 8 fetes entre 1980 i 1989, la taxa de caigudes fou del 31'4% (56c + 50i), i per primera vegada des del segle anterior era superada de mode definitiu per la taxa de descàrregues, del 66'2% (223d). Encara que actualment ens pugui semblar molt poc, en aquell moment fou un èxit enorme, ja que la lluita amb aquest castell portava allargant-se llavors múltiples dècades successives. A més, amb tal marge de seguretat, el tres es convertí en la base troncal per començar a encarar amb solidesa estructures més complexes, com per exemple el 5 de 8, el 3 de 8 aixecat per sota o el 3 de 9 amb folre. Això sí, durant la dècada dels 80 només era freqüentat amb xifres notables i constants per part de les dues les colles de Valls, les quals es debatien llavors l'hegemonia del Món Casteller. En aquest mateix període també va haver altres colles que l'assolirien per primera vegada; els Minyons de Terrassa (amb 25 descarregades, els va fer entrar virtualment al ''G4'' casteller), els Xiquets de Tarragona (amb 5 carregades, encara que trigarien més d'una dècada en acabar-lo de vèncer-lo), la Colla Jove Xiquets de Tarragona (amb 3 carregades) i els Xiquets de Reus (amb 2 carregades).
Ja entrant als anys 90, el 3 de 8 seria descarregat per més colles i es veuria amb una tassa d'èxits molt més alta, visquent un autèntic ''boom'': 831 proves en deu anys, amb 652d + 76c + 54i + 49id. Això implica una taxa de descàrregues del 78'5%, en contraposició a un percentatge de caigudes que esdevenia el més baix que havia tingut el 3 de 8 als últims 100 anys, del 15'6% (C+I). Les colles que el descarregaren per primer cop durant els anys noranta foren; els Capgrossos de Mataró, els Xics de Granollers, els Xiquets de Tarragona, la Jove de Tarragona, els Castellers de Terrassa, els Xiquets de Reus, els Castellers de Barcelelona i els Bordegassos de Vilanova. Cal remarcar que el 7 de novembre de 1993 els Castellers de Terrassa esdevingueren la primera colla de la història en carregar-lo i descarregar-lo al primer intent, durant la seva diada. Així, la construcció ja restava plenament domada amb la feina duta a terme durant aquesta dècada.
Amb l'entrada al segle xxi el 3 de 8 es convertí en una de les construccions més regulars de tota la gamma de vuit, sent així una de les premises contemporànies del Món Casteller. Des del 2000 al 2017 ha viscut una autèntucica revolució: Se'n van fer un total de 2.962 proves, de les quals la taxa de descàrregues fou del 88'5% (2.620d), i de caigudes solament del 4'8% (108c + 36i), unes xifres mai vistes en tota la Història Castellera. Aquest colossal domini del 3 de 8 ha permès fins i tot la consolidació de noves estructures que no havien estat fetes mai al segle xix o xx, com el 3 de 8 amb el pilar o el 9 de 8. A més, cada cop més agrupacions han sigut capaçes d'encarar aquesta construcció, havent hagut un total de 27 colles capaçes de descarregar (26) o carregar (1) el 3 de 8 al segle xxi. D'aquestes entitats, podem citar nombrosos casos en què el tres ha sigut fet per primer cop: El 2 d'octubre del 2005, els Castellers de Lleida el van carregar i descarregar per primera vegada en la diada de la Festa Major de Sant Miquel, celebrada a la plaça de la Paeria. L'any 2010, dues colles diferents el van assolir per primera vegada, els Castellers de Sabadell i els Castellers de la Vila de Gràcia. Els saballuts van carregar-lo per primer cop el 5 de setembre a la plaça de Sant Roc, durant la diada de la Festa Major de Sabadell, i el descarregaren el 23 d'octubre del mateix any i a la mateixa plaça amb motiu de la XVII Diada dels Saballuts. Per altra banda, els graciencs l'aconseguiren carregar per primera vegada el 24 de setembre a Barcelona i el van descarregar el 14 de novembre del mateix any a Granollers.

## Dades del 3 de 8 des del 1930
| Resultat              |
| --------------------- |
| Descarregat (D)       |
| Carregat (C)          |
| Intent (I)            |
| Intent desmuntat (ID) |

### Taula del 3 de 8 des de la dècada de 1930
| Dècada          | Colles assolit | Resultats globals | Resultats globals | Resultats globals | Resultats globals | Total | Resultats parcials | Resultats parcials  | Resultats parcials |
| Dècada          | Colles assolit | D                 | C                 | I                 | ID                | Total | % Assolit (D+C)    | % No assolit (I+ID) | % Caigudes (C+I)   |
| --------------- | -------------- | ----------------- | ----------------- | ----------------- | ----------------- | ----- | ------------------ | ------------------- | ------------------ |
| 1930-1939       | 1              | 0                 | 2                 | 2                 | 0                 | 4     | 50%                | 50%                 | 100%               |
| 1940-1949       | 0              | 0                 | 0                 | 8                 | 0                 | 8     | 0%                 | 100%                | 100%               |
| 1950-1959       | 3              | 1                 | 11                | 21                | 1                 | 34    | 35%                | 65%                 | 94%                |
| 1960-1969       | 2              | 2                 | 1                 | 5                 | 0                 | 8     | 38%                | 62%                 | 75%                |
| 1970-1979       | 4              | 15                | 16                | 40                | 4                 | 75    | 41%                | 59%                 | 75%                |
| 1980-1989       | 5              | 253               | 63                | 70                | 12                | 398   | 79%                | 21%                 | 33%                |
| 1990-1999       | 13             | 712               | 84                | 67                | 54                | 917   | 87%                | 13%                 | 16%                |
| 2000-2009       | 17             | 1147              | 55                | 27                | 98                | 1327  | 91%                | 9%                  | 6%                 |
| 2010-2019       | 27             | 1990              | 67                | 15                | 142               | 2214  | 93%                | 7%                  | 4%                 |
| Total 1930-2019 | 27             | 4120              | 299               | 255               | 311               | 4985  | 89%                | 11%                 | 12%                |

### Taula de colles que han aconseguit el 3 de 8 des del 1951
Actualment hi ha 28 colles castelleres que han aconseguit carregar o descarregar el 3 de 8. La taula següent mostra la data, diada i plaça en què les colles el carregaren i/o descarregaren per primera vegada en el segle xx o xxi:
| Núm. | Colla                              | Carregat               | Diada                                  | Plaça                                                               | Descarregat            | Diada                                            | Plaça                                                               |
| ---- | ---------------------------------- | ---------------------- | -------------------------------------- | ------------------------------------------------------------------- | ---------------------- | ------------------------------------------------ | ------------------------------------------------------------------- |
| 1    | Nens del Vendrell                  | 15 d'octubre de 1951   | XXV Aniversari dels Nens del Vendrell  | Plaça Vella, El Vendrell                                            | 15 d'octubre de 1951   | XXV Aniversari dels Nens del Vendrell            | Plaça Vella, El Vendrell                                            |
| 2    | Colla Vella dels Xiquets de Valls  | 27 d'octubre de 1952   | Diada de Santa Úrsula                  | Plaça del Blat, Valls                                               | 29 d'octubre de 1969   | Diada de Santa Úrsula                            | Plaça del Blat, Valls                                               |
| 3    | Castellers de Vilafranca           | 1 d'octubre de 1972    | VII Concurs de castells de Tarragona   | Plaça de braus, Tarragona                                           | 30 d'agost de 1974     | Diada de Sant Fèlix                              | Plaça de la Vila, Vilafranca del Penedès                            |
| 4    | Colla Joves Xiquets de Valls       | 30 d'agost de 1976     | Diada de Sant Fèlix                    | Plaça de la Vila, Vilafranca del Penedès                            | 24 d'octubre de 1976   | Diada de Santa Úrsula                            | Plaça del Blat, Valls                                               |
| 5    | Minyons de Terrassa                | 18 de novembre de 1984 | Diada castellera                       | Terrassa                                                            | 18 de novembre de 1984 | Diada castellera                                 | Terrassa                                                            |
| 6    | Xiquets de Tarragona               | 2 de setembre de 1984  | Diada de Santa Rosalia                 | Torredembarra                                                       | 2 d'octubre de 1994    | XV Concurs de castells de Tarragona              | Plaça de braus, Tarragona                                           |
| 7    | Colla Jove Xiquets de Tarragona    | 19 d'agost de 1990     | Diada de Sant Magí                     | Tarragona                                                           | 19 d'agost de 1990     | Diada de Sant Magí                               | Tarragona                                                           |
| 8    | Castellers de Barcelona            | 24 de setembre de 1993 | Diada de La Mercè                      | Plaça de Sant Jaume, Barcelona                                      | 6 de novembre de 1994  | Diada dels Castellers de Cornellà                | Cornellà de Llobregat                                               |
| 9    | Castellers de Terrassa             | 7 de novembre de 1993  | Diada de Castellers de Terrassa        | Raval de Montserrat, Terrassa                                       | 7 de novembre de 1993  | Diada de Castellers de Terrassa                  | Raval de Montserrat, Terrassa                                       |
| 10   | Xiquets de Reus                    | 27 d'agost de 1994     | Festa Major del Catllar                | El Catllar                                                          | 27 d'agost de 1994     | Festa Major del Catllar                          | El Catllar                                                          |
| 11   | Bordegassos de Vilanova            | 6 d'agost de 1995      | Festa Major de Vilanova i la Geltrú    | Plaça de la Vila, Vilanova i la Geltrú                              | 26 de novembre de 1995 | Dia de la Colla                                  | Plaça de la Vila, Vilanova i la Geltrú                              |
| 12   | Capgrossos de Mataró               | 25 de juliol de 1999   | Diada de les Santes                    | Plaça de Santa Anna, Mataró                                         | 25 de juliol de 1999   | Diada de les Santes                              | Plaça de Santa Anna, Mataró                                         |
| 13   | Xics de Granollers                 | 11 de setembre de 1998 | Diada Nacional                         | Llinars del Vallès                                                  | 8 de novembre de 1998  | 8a Diada dels Xics de Granollers                 | Plaça de la Porxada, Granollers                                     |
| 14   | Castellers de Sants                | 1 de novembre de 1999  | Diada de Tots Sants                    | Plaça de la Vila, Vilafranca del Penedès                            | 1 de novembre de 2000  | Diada de Tots Sants                              | Plaça de la Vila, Vilafranca del Penedès                            |
| 15   | Xicots de Vilafranca               | 8 d'octubre de 2000    | XVIII Concurs de castells de Tarragona | Plaça de braus, Tarragona                                           | 29 d'agost de 2004     | Vigília de Festa Major de Vilafranca del Penedès | Plaça de la Vila, Vilafranca del Penedès                            |
| 16   | Marrecs de Salt                    | 28 d'octubre de 2001   | Fires i Festes de Sant Narcís          | Plaça del Vi, Girona                                                | 21 d'octubre de 2006   | Fires i Festes de Sant Narcís                    | Plaça del Vi, Girona                                                |
| 17   | Sagals d'Osona                     | 1 de novembre de 2004  | Diada de Tots Sants                    | Plaça de la Vila, Vilafranca del Penedès                            | 1 de novembre de 2004  | Diada de Tots Sants                              | Plaça de la Vila, Vilafranca del Penedès                            |
| 18   | Castellers de Lleida               | 2 d'octubre de 2005    | Festa Major de Sant Miquel             | Plaça de la Paeria, Lleida                                          | 2 d'octubre de 2005    | Festa Major de Sant Miquel                       | Plaça de la Paeria, Lleida                                          |
| 19   | Castellers de Sabadell             | 5 de setembre de 2010  | Festa Major de Sabadell                | Plaça de Sant Roc, Sabadell                                         | 23 d'octubre de 2010   | XVII Diada dels Saballuts                        | Plaça de Sant Roc, Sabadell                                         |
| 20   | Castellers de la Vila de Gràcia    | 24 de setembre de 2010 | Diada de la Mercè                      | Plaça de Sant Jaume, Barcelona                                      | 14 de novembre de 2010 | XIX Diada dels Xics de Granollers                | Granollers                                                          |
| 21   | Castellers de Sant Cugat           | 6 d'octubre de 2012    | XXIV Concurs de castells de Tarragona  | Tarraco Arena Plaça, Tarragona                                      | 15 de setembre de 2013 | Festa Major de Valldoreix                        | Plaça de l'Estació, Sant Cugat del Vallès                           |
| 22   | Castellers de Sant Pere i Sant Pau | 19 de setembre de 2014 | Diada de Sant Magí                     | Plaça de les Cols, Tarragona                                        | 4 d'octubre de 2014    | XXV Concurs de castells de Tarragona             | Tarraco Arena Plaça, Tarragona                                      |
| 23   | Moixiganguers d'Igualada           | 4 d'octubre de 2014    | XXV Concurs de castells de Tarragona   | Tarraco Arena Plaça, Tarragona                                      | 4 d'octubre de 2014    | XXV Concurs de castells de Tarragona             | Tarraco Arena Plaça, Tarragona                                      |
| 24   | Castellers del Poble-Sec           | 15 de novembre de 2015 | Diada de Tardor                        | Carrer de Blai, Barcelona                                           | 13 de novembre de 2016 | Diada de Tardor                                  | Carrer de Blai, Barcelona                                           |
| 25   | Castellers de la Sagrada Familia   | 13 de novembre de 2016 | Diada de Tardor                        | Carrer de Blai, Barcelona                                           | No descarregat         | No descarregat                                   | No descarregat                                                      |
| 26   | Castellers d'Esplugues             | 23 de juny de 2017     | Memorial David Carreras                | Jardins del Casal de Cultura Robert Brillas, Esplugues de Llobregat | 23 de juny de 2017     | Memorial David Carreras                          | Jardins del Casal de Cultura Robert Brillas, Esplugues de Llobregat |
| 27   | Tirallongues de Manresa            | 5 de novembre de 2017  | Diada dels Tirallongues de Manresa     | Manresa                                                             | 5 de novembre de 2017  | Diada dels Tirallongues de Manresa               | Manresa                                                             |
| 28   | Colla Castellera Jove de Barcelona | 5 d'octubre de 2024    | XXIX Concurs de castells de Tarragona  | Tarraco Arena Plaça, Tarragona                                      | 5 d'octubre de 2024    | XXIX Concurs de castells de Tarragona            | Tarraco Arena Plaça, Tarragona                                      |

## Variants

### Amb l'agulla.
El 3 de 8 amb l'agulla és un castell de 8 pisos d'alçada i 3 castellers per pis, que en descarregar-se deixa al descobert un pilar de 6 pisos. L'estructura d'aquest castell és més oberta que la d'un 3 de 8 per tal que el pilar tingui espai a l'interior del castell. Una vegada l'enxaneta fa l'aleta al 3 i comença a baixar del castell, l'acotxador entra al pilar com a enxaneta. Com la resta de castells amb agulla, només es considera carregat quan el pilar complet resta sobre la pinya, és a dir, quan l'estructura del 3 s'ha desmuntat.

### Amb folre.
Aquest castell també s'ha vist algunes vegades amb folre, fet poc ortodox. L'any 1996 la colla dels Xiquets de Reus el va descarregar. L'11 de desembre del 2014, els Arreplegats de la Zona Universitària que és una colla castellera universitària va descarregar el primer 3 de 8 amb folre de la seva història en la Diada d'hivern dels Ganàpies de la UAB.